# Dimorphostylis tasmanica
Dimorphostylis tasmanica är en kräftdjursart som beskrevs av Hale 1945. Dimorphostylis tasmanica ingår i släktet Dimorphostylis och familjen Diastylidae. Inga underarter finns listade i Catalogue of Life.